# Ulica Sezam
Ulica Sezam je animirana televizijska serija za djecu. Polusatne epizode su sastavljene od šest do deset manjih, često tematski nepovezanih pojedinačnih doprinosa. Pored skečeva ili poučnih lutkarskih dijaloga, crtani filmova i dječjih pjesama, česti su pravi filmski osvrti o jednostavnim svakodnevnim situacijama ili o proizvodnji nekih proizvoda.

## Vanjske poveznice
- Službena stranica Ulice Sezam